# Reẕāābād-e Şūfīān
Reẕāābād-e Şūfīān (persiska: رِضاّبادِ صوفيان, رضا آباد صوفيان) är en ort i Iran.   Den ligger i provinsen Alborz, i den nordvästra delen av landet, 70 km väster om huvudstaden Teheran. Reẕāābād-e Şūfīān ligger 1 211 meter över havet och antalet invånare är 736.
Terrängen runt Reẕāābād-e Şūfīān är platt, och sluttar västerut. Runt Reẕāābād-e Şūfīān är det ganska tätbefolkat, med 86 invånare per kvadratkilometer. Närmaste större samhälle är Naz̧arābād, 12,7 km norr om Reẕāābād-e Şūfīān. Trakten runt Reẕāābād-e Şūfīān består till största delen av jordbruksmark.